# Ibrahima Sory Sow
Ibrahima Sory Sow (* 13. März 1941 in Conakry) ist ein guineischer Diplomat und Politiker.

## Leben
Sory Sow studierte von 1964 bis 1970 Philosophie und Germanistik an der Karl-Marx-Universität Leipzig und wurde 1973 und 1976 von den Fachbereichen Philosophie und Germanistik promoviert. Ab 1977 war er Dozent für Geschichte und politische Entwicklung an der Universität Leipzig. Von 1984 bis 1985 bekleidete er das Amt des Gesandtschaftsrats im Außenministerium in Conakry. Von 1986 bis 1995 war er Mitglied des »Deutsch-Guineischen Verein e.V.«, bei dessen Gründung er mitwirkte. Als Chief Financial Officer der nationalen agroindustriellen Gesellschaft. war Sory Sow von 1990 bis 1992 tätig. In den Jahren 1995 bis 2002 war er Stellvertreter der Nationalversammlung und stellvertretender Vorsitzender des Ausschusses für auswärtige Angelegenheiten. 2010 war er Minister für Gesundheit und Hygiene. Vom 19. Oktober 2011 bis 29. Juli 2014 arbeite Sory Sow als Botschafter in Berlin mit gleichzeitiger Akkreditierung in Wien, Stockholm und beim Heiligen Stuhl. Seit 29. Juli 2014 ist er Botschafter in Peking.
Ibrahima Sory Sow ist verheiratet und hat drei Kinder.